# Erdei kacika
Az erdei kacika (Cacicus koepckeae) a madarak osztályának verébalakúak (Passeriformes) rendjébe, azon belül a csirögefélék (Icteridae) családjába tartozó faj.
Magyar neve forrással nincs megerősítve.

## Rendszerezése
A fajt George H. Lowery és John P. O'Neill írták le 1965-ben.

## Előfordulása
Dél-Amerika északnyugati részén, Peru területén honos. A természetes élőhelye szubtrópusi és trópusi síkvidéki erdők. Állandó, nem vonuló faj.

## Megjelenése
Testhossza 23 centiméter.

## Természetvédelmi helyzete
Az elterjedési területe nem nagy és az erdő irtások miatt csökken, egyedszáma is vészesen csökken. A Természetvédelmi Világszövetség Vörös listáján veszélyeztetett fajként szerepel.